# Simulium exasperans
Simulium exasperans är en tvåvingeart som beskrevs av Craig 1987. Simulium exasperans ingår i släktet Simulium och familjen knott. Inga underarter finns listade i Catalogue of Life.